# Naquadah
El Naquadah o Naqahdah es un metal superpesado, dentro del universo de ficción de Stargate SG-1 (así como también en la película, donde no se nombra, pero se le menciona como un material similar al cuarzo aunque no se aclara el porqué. Algunos fanáticos especulan que esta similitud viene por sus propiedades piezoeléctricas). Tiene un lustre gris en su forma natural y es verde brillante en estado líquido. Sobre el nombre de este mineral, la variante "naquahdah" parece ser la más usada, incluso en sitios oficiales de la serie.
El Naqahdah es la piedra angular de toda la tecnología Goa'uld, y es el material usado para manejar las grandes cantidades de energía requeridas para crear un agujero de gusano estable mediante el Stargate el cual esta casi íntegramente compuesto de Naqahdah.
Este mineral tiene también propiedades explosivas, haciéndolo útil para mejorar bombas y misiles. Existen al menos cuatro variantes: Naqahdah  sólido, Naqahdah líquido (usado en las staff weapons de los guerreros Jaffa), Naqahdah líquido pesado (mencionado en una secuencia onírica de la serie), y el Naquadriah (isótopo inestable). Los Goa'uld tienen además otras operaciones mineras en varios planetas, extrayendo el mineral para refinarlo en Naqahdah para uso militar, que es aún más raro que el Naquadah puro.
El Naqahdah es muy raro, y no existe de forma natural en nuestro sistema solar. Algo del naqadah usado en la Tierra viene de P3X-403, donde, como resultado de las negociaciones hechas por Daniel Jackson con los Unas nativos del lugar, los Unas trabajan las minas y entregan el naqahdah al Comando Stargate. Los Unas accedieron a esto con el fin de prevenir que los humanos profanaran sus sitios sagrados, y para cooperar en la guerra contra los Goa'uld, enemigos también de los Unas.
El Naqahdah es también parte del genoma de los Goa'uld. Su presencia les da la habilidad de usar su tecnología, y de sentir la presencia de otros Goa'uld dentro de una corta distancia. El anfitrión de un simbionte Goa'uld tiene Naqahdah en su sangre, y el metal permanece en sus sistemas, incluso cuando el simbionte ha sido retirado. La única excepción a esto son los simbiontes clonados artificialmente y los Goa'uld que permanecieron en su mundo natal (P3X-888) donde se encontró que no había naqahdah. Se cree que el alto uso de tecnología basada en Naqahdah pudo haber introducido el metal en sus sistemas tras abandonar P3X-888. 
El Naqahdah permite la creación de Reactores de Naqahdah y Reactores de Naqahdah de clase 2, los cuales son una fuente de poder menor que los ZPM, pero de gran utilidad en hiperpropulsores, armas y para activar 7 chevrones en el Stargate, lo cual permite crear agujeros de gusano dentro de la misma galaxia.
El Naqahdah es aparentemente el bien de intercambio más corriente en el área donde han dominado los Goa'uld; los comerciantes de la Alianza Lucian prefiere el Naquadah más refinado.